# Sølvstolen
|  | Denne artikel handler om bogen. For artiklen om filmen, se Narnia: Morgenvandrerens rejse (film) |
Sølvstolen (originaltitel: The Silver Chair) er sjette bind ud af 7 i C. S. Lewis' fantasy-serie om det fortryllede land Narnia.
Bogen er oprindeligt udgivet i 1953, og blev første gang udgivet på dansk i 1984 på Borgens Forlag. Bogen er tidligere filmatiseret af BBC som serie i 1990 .

## Handling
Bogen starter i England, hvor børnene Jill og Eustace går på en skole hvor en hård kerne af elever mobber og tyranniserer uden lærernes indgriben. En dag bliver de jagtet, og de beder derfor Aslan om at komme væk fra skolen; Eustace har mødt den gode løve Aslan i det tidligere eventyr "Morgenvandrerens rejse", men Jill kender intet til det magiske land Narnia.
Et øjeblik efter finder børnene en vej fra vores verden til Narnia, hvor de to børn kommer bort fra hinanden. Jill møder Aslan, og han giver hende en mission: hun skal sammen med Eustace finde en prins, som har været forsvundet i mange år. Han lærer hende en række instrukser, som vil være hende til god hjælp.
God hjælp får de også af den tungsindige marskmule Muddermukke, som bliver deres rejseledsager op i det kolde kord, hvor de tre møder kæmper, riddere og triste folk fra underverdenen, og må stå imod mange farer og fristelser før de endelig kan løse mysteriet om den forsvundne prins.

## Kksterne henvisninger
- Wikimedia Commons har flere filer relateret til Sølvstolen